# Mylene Dizon
Mylene Lilibeth Dizon (Manila, 6 de setembro de 1974) é uma atriz filipina.

## Filmografia

### Televisão
| Ano  | Título                    | Papel                          | Emissora |
| ---- | ------------------------- | ------------------------------ | -------- |
| 2009 | Tayong Dalawa             | Loretta King                   | ABS-CBN  |
| 2008 | Pieta                     | Young Martha                   | ABS-CBN  |
| 2007 | Agawin Mo Man Ang Lahat   | Greta                          | GMA-7    |
| 2006 | Princess Charming         |                                | GMA-7    |
| 2006 | Bahay Mo ba 'to?          | Leona                          | GMA-7    |
| 2006 | SOP Rules                 | Herself                        | GMA-7    |
| 2006 | Ang Kasagutan             | Lena                           | GMA-7    |
|      |                           |                                |          |
| 2006 | Agawin Mo Man Ang Lahat   | Greta                          | GMA-7    |
| 2003 | Narito Ang Puso Ko        | Stella                         | GMA-7    |
| 2002 | Basta't Kasama Kita       | Joyce                          | ABS-CBN  |
| 2001 | Sa Dulo ng Walang Hanggan | Susan, Sara / Sally Concepcion | ABS-CBN  |
| 2000 | Tabing Ilog               | Jennifer 'Jerry' Ricafort      | ABS CBN  |
| 1999 | Gimik:The Reunion         | Melanie Suntay                 | ABS-CBN  |
| 1999 | Saan Ka Man Naroroon      | Karen                          | ABS-CBN  |
| 1996 | Gimik                     | Melanie Suntay                 | ABS-CBN  |

### Cinema
| Ano  | Título                                | Papel         |
| ---- | ------------------------------------- | ------------- |
| 2006 | Rome & Juliet                         | Rome Miranda  |
| 2009 | Status: Single                        |               |
| 2008 | Super B                               |               |
| 1996 | Ang TV The Movie:The Adarna Adventure | Princesa Ella |